# Boross Endre
Boross Endre, Boross Andor Gergely László (Székesfehérvár, 1862. január 3. – Budapest, Erzsébetváros, 1925. április 29.) színész.

## Életútja
Atyja Boross Mihály (1815-1899) író, anyja nemes nánhegyeseli Zuber Ilona Barbara (1832-1876). Színipályára lépett 1882. április 3-án, Jakab Lajos társulatánál, Sopronban. Működött Miklósy Gyulánál, Tiszay Dezsőnél, Halmai Imrénél, Somogyi Károlynál. 1897. február havában a megnyitásra készülő Magyar Színházhoz szerződött, ahol hat évet töltött. Alakításai az Asszonyregimentben, a Sötét kamra cimü operettben, a Víg özvegy komornyik szerepében és a Lotti ezredeseiben, melyben Sziklay Kornél mellett játszotta a gyárost, feledhetetlenek. Itt játszotta el a Gésák Imári márkiját, a Drótostótban a bádogosmestert, a Hajduk hadnagyában a strázsamestert és ugyanitt A névtelen levelekben az ő nevéhez fűződik az első igazi, nagy bohózat-siker.
1903. október 1-jén a Nemzeti Színházhoz szerződött, ahol azonban csak egy esztendeig maradt és beérve az Egyenlőség című vígjátékban aratott sikerével, a Király Színházhoz szerződött, ahol Beöthy László tág teret adott tehetségének. Egymásután számos operettben lépett fel és hamarosan nélkülözhetetlen figurája lett a színpadnak. A kis grófban, A hollandi menyecskében és a Leányvásárban kreált kacagtató alakításai a legjobbak közül valók voltak. A János vitéz csősz szerepét nem kevesebb, mint ötszázszor játszotta. 1901 és 1906 között buzgó tanácsosa volt az Országos Színészegyesületnek. Halálát tüdővész okozta. A Kerepesi úti temetőben díszsírhelyen temették el; sírkövét Incze Sándor szerkesztő emeltette, 1925. november hó 1-jén.
Neje Török Anna színésznő volt, aki született 1865. április 17-én, Nagyváradon. Színpadra lépett 1883. április 1-én, Jakab Lajos társulatánál. 1885. március 21-én volt a házasságuk, Óbecsén, Pesti Ihász Lajos társulatánál. Nyugdíjba lépett 1913. szeptember 1-jén.

## Fontosabb szerepei

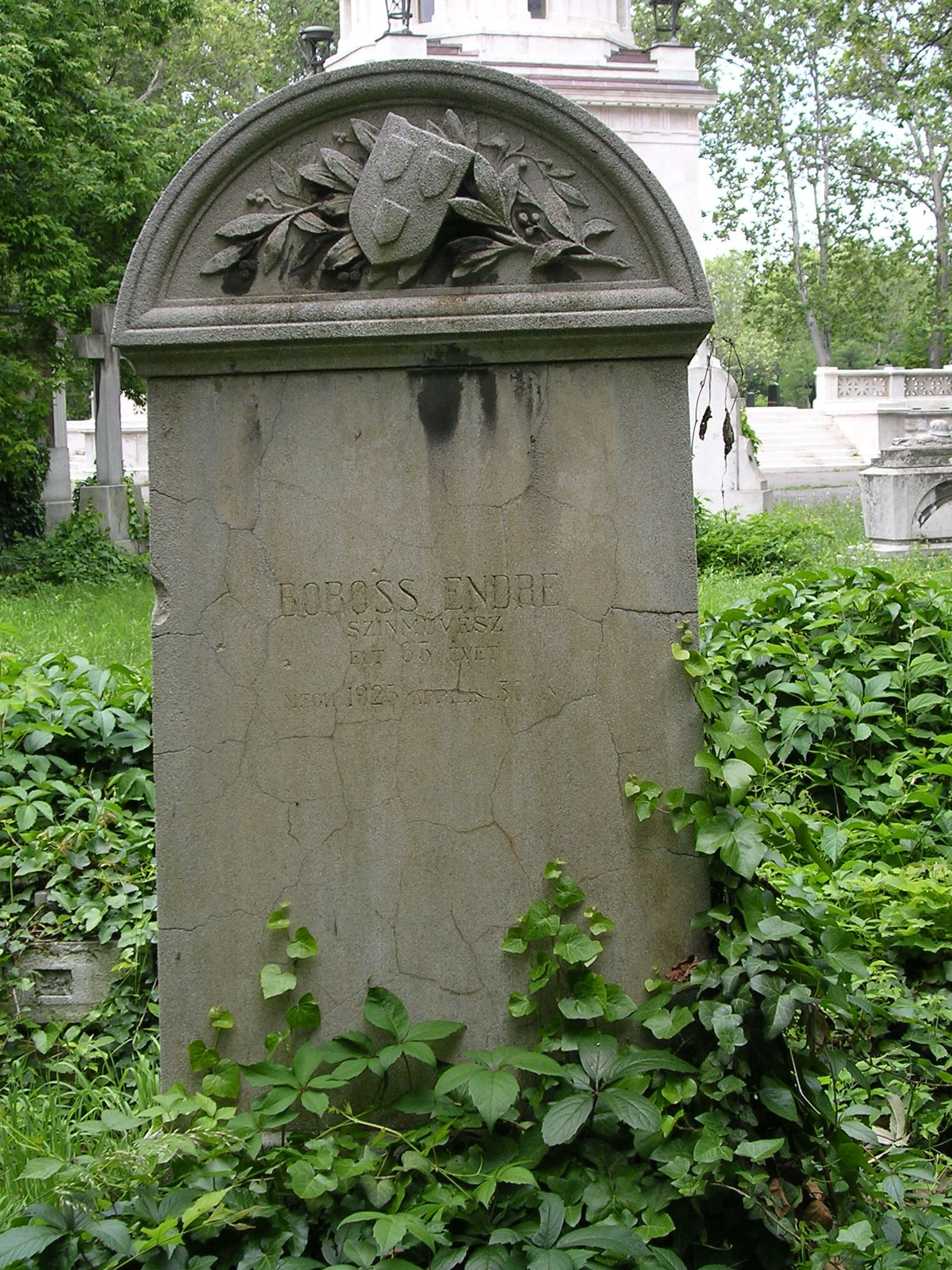
Sírja a Fiumei úti sírkertben (37/1-2-17)

- Imári márki (Jones: Gésák)
- Nyegus (Lehár F.: A víg özvegy)